# Lambert I de Nantes
Lambert I a fost între anii 818 și 831 conte de Nantes și prefect al mărcii bretone, desprinsă din vechea Neustria, fostă formațiune a francilor, iar între 834 și 836 duce de Spoleto.
Pentru posesiunile din Bretania, Lambert a succedat tatălui său, Guy.
El a luat parte la o expediție inițiată de împăratul occidental Ludovic Piosul în 818 împotriva bretonilor, care îl proclamaseră ca rege pe Morvan Lez-Breizh. În 822, o nouă capetenie bretonă s-a răsculat, Wiomarc'h, însă s-a supus carolingienilor în luna mai 825, venind personal la Aachen. Pe drumul de întoarcere al lui Wihomarc'h către Bretania, Lambert a dat ordin să fie asasinat.
În 831, Lambert s-a alăturat răscoalei lui Lothar împotriva tatălui său, împăratul Ludovic cel Pios, drept pentru care a fost exilat dincolo de Alpi, primind Ducatul de Spoleto în 834. El a fost unul dintre multele persoane din jurul lui Lothar care au murit în urma unei epidemii, în 836.
Lambert a fost prima dată căsătorit cu Itta, care a dat naștere succesorului din Nantes, Lambert al II-lea. Ulterior, Lambert s-a căsătorit cu Adelaida de Lombardia, fiica cea mare a unui alt fiu al lui Carol cel Mare, Pepin de Italia. Cu Adelaida, Lambert a mai avut un fiu, Guy, care îi va succeda mai târziu ca duce de Spoleto. Fiind descendent din Carol cel Mare prin Adelaida de Lombardia, fiul lui Guy, având același nume va fi la un moment dat încoronat ca împărat.
1. ↑  The Peerage